# Churromanía
Churromanía es una franquicia internacional venezolana de churrerías fundada por Ariel Acosta-Rubio y su esposa María Alejandra Bravo en 1997.
Churromania es propiedad y está gestionada por ChurroMania International Holding, LLC, y actualmente cuenta con más de 120 franquicias en Venezuela, Estados Unidos y algunos otros países latinoamericanos.

## Historia
Ariel Acosta-Rubio y María Alejandra Bravo abrieron su primer local de churros en Puerto La Cruz, estado Anzoátegui, Venezuela. Tras experimentar un leve éxito, se fijaron el objetivo de «llevar la Churromanía a cada rincón de Venezuela y del Mundo».
Con el segundo local abierto, la popularidad creció en todo el país y Churromanía pudo abrir 15 churrerías más en menos de un año y medio. La franquicia comenzó operaciones en Miami en 2001, donde actualmente tiene su sede. Actualmente Churromanía ha abierto aproximadamente 120 tiendas más a nivel internacional, incluyendo en los Estados Unidos, donde tiene al mercado hispano como el principal objetivo.